# Comarca Oeste
Die Comarca  Oeste ist eine der zwölf Comarcas in der Provinz Las Palmas.
Die im Westen der Insel Gran Canaria gelegene Comarca umfasst drei Gemeinden auf einer Fläche von 293,58 km².

## Gemeinden
| Gemeinde                | Einwohner (2024) | Fläche km² | Dichte Einw./km² | Cod INE | Postleitzahl               |
| ----------------------- | ---------------- | ---------- | ---------------- | ------- | -------------------------- |
| Artenara                | 1.029            | 66,70      | 15               | 35005   | 35350                      |
| La Aldea de San Nicolás | 7.449            | 123,58     | 60               | 35020   | 35470, 35478, 35479, 35579 |
| Tejeda                  | 1.826            | 103,30     | 18               | 35025   | 35360, 35368               |
| Comarca Oeste           |                  | 293,58     | 0                | –       | –                          |

## Nachweise
1. ↑  Instituto Nacional de Estadística Municipal Register of Spain
2. ↑  Regionen und Großregionen der Kanarischen Inseln, territoriale Abgrenzungen für statistische Zwecke